# Jagd auf einen Unsichtbaren
Jagd auf einen Unsichtbaren ist eine US-amerikanische Science-Fiction-Komödie des Regisseurs John Carpenter aus dem Jahr 1992. Die Hauptrollen spielen Chevy Chase, Daryl Hannah und Sam Neill. Der Film startete am 24. September 1992 in den deutschen Kinos.
Der Film basiert auf dem gleichnamigen Roman von Harry F. Saint, der wiederum H. G. Wells’ Der Unsichtbare (The Invisible Man) verulkt.

## Handlung
Nick Halloway ist ein charmanter Yuppie und Weiberheld, der sich mit Affären und Schleimereien durchs Leben schlägt. Nach einer Tagung in einem Bürogebäude, in dessen Untergeschoss ein Laborunfall stattfindet, erwacht er auf einem Sofa und stellt fest, dass er, ebenso wie Teile des Hauses, unsichtbar geworden ist.
Der CIA-Agent David Jenkins entdeckt Nick, als dieser das Gelände verlassen will; von da an heftet sich der Geheimdienst an die Fersen des Unsichtbaren, um ihn als Versuchskaninchen für Spionage- und Attentäterzwecke zu benutzen. Dank seiner neuen Eigenschaften kann Nick entkommen und sich bei der Dokumentarfilmerin Alice Monroe verstecken, die er wenige Tage zuvor kennengelernt hat. Sie hilft ihm unter anderem, sich eine Maske zu modellieren, durch die er weniger auffällt.
Während der verantwortungslose Nick sich zum ersten Mal aufrichtig verliebt, ist Jenkins weiter hinter den beiden her. Er hetzt sie schließlich bis zu einem Hochhaus, auf dessen Dach es zum letzten Aufeinandertreffen der Kontrahenten kommt. Jenkins stürzt im folgenden Kampf in die Tiefe und stirbt und die CIA nimmt an, dass auch Nick tot ist. Dieser gibt sich wenig später Alice zu erkennen.
Am Ende fährt der Unsichtbare in den Schweizer Bergen Ski. Die schwangere Alice erwartet ihn zuhause, und die beiden machen sich Gedanken, wie schwierig es wohl sein wird, ihre Kinder unter Kontrolle zu behalten.

## Hintergrund
- Der Humor des Films arbeitet vor allem mit der Darstellung von Alltagssituationen, die von der Unsichtbarkeit beeinflusst werden; unter anderem wird dargestellt, wie Nick raucht, isst und Kaugummi kaut und die betreffenden Substanzen in seinen unsichtbaren Innereien sichtbar sind.
- Der Film ist die erste große Hollywood-Produktion, deren Soundtrack komplett von einer Frau (Shirley Walker) geschrieben wurde.
- Der Regisseur John Carpenter hat einen Kurzauftritt als Mitglied des SWAT-Teams.

## Auszeichnungen
Der Film wurde 1993 für den Saturn Award in vier Kategorien nominiert: Chevy Chase als Bester Schauspieler, Bester Science-Fiction-Film, Beste Spezialeffekte und Sam Neill als Bester Nebendarsteller.
John Carpenter wurde 1993 für einen Preis des Festival Internacional de Cinema do Porto nominiert.

## Kritiken
Roger Ebert lobte in der Chicago Sun-Times vom 28. Februar 1992 die Darstellung von Daryl Hannah, kritisierte aber die Handlung und die Dialoge. Er verglich den Film mit dem Filmklassiker Der Unsichtbare (The Invisible Man) von James Whale mit Claude Rains in der Titelrolle aus dem Jahr 1933.

„Nur leidlich unterhaltsame Mischung aus Thriller, Komödie, Melodram und Liebesgeschichte, die vor allem von der Tricktechnik zehrt. Reizvoll in den Anspielungen auf die sozial-politische Gegenwart in den USA, die aber ebenso wenig konsequent entwickelt werden wie die Dramaturgie.“